# Boreonymphon compactum
Boreonymphon compactum is een zeespin uit de familie Nymphonidae. De soort behoort tot het geslacht Boreonymphon. Boreonymphon compactum werd in 1972 voor het eerst wetenschappelijk beschreven door Just. 